# Антипов, Сергей Анатольевич
Серге́й Анато́льевич Анти́пов (род. 15 мая 1974, Ташкент) — советский и казахстанский хоккеист, нападающий сборной Казахстана.

## Карьера
Воспитанник усть-каменогорского хоккея. В составе «Торпедо» провел две игры в чемпионате СССР и 127 игр в топ-дивизионе России. Забил 34 шайбы и сделал 25 результативных передач.
В 1996 году перешёл в «Сибирь», также выступающую в топ-дивизионе. За 2 сезона провел 32 игры, набрав 6+8 очков. В клубе «Сибирь-2», представляющем первую лигу, провел 22 игры, набрав 12+4 очка.
Следующие два сезона играл в чемпионате Польши. За два сезона, проведенных в ХК «Санок», ХК «Подхале Нови Тарг» и ХК «Уния» забил 40 шайб и сделал 30 результативных передач. Завоевал «бронзу» и «золото» чемпионата Польши.
Вернувшись в Казахстан, три сезона провел в «Казцинк-Торпедо», выступавший в высшей лиге чемпионата России. А последний сезон 2003/04 провёл в чемпионате Казахстана в составе «Енбека».
Участник 5 чемпионатов мира в составе сборной Казахстана.
Сын Артём также хоккеист.
| Год  | Дивизион | Игр | Шайб | Передач | Место             |
| ---- | -------- | --- | ---- | ------- | ----------------- |
| 1995 | С        | 4   | 3    | 4       | Серебряный призёр |
| 1996 | С        | 7   | 6    | 1       | Чемпион           |
| 2000 | В        | 7   | 0    | 0       | Серебряный призёр |
| 2001 | 1        | 5   | 2    | 3       | Бронзовый призёр  |
| 2002 | 1        | 4   | 1    | 0       | Бронзовый призёр  |

## Достижения
- — Чемпион Польши — 2000
- — Бронзовый призёр чемпионата Польши — 1999